# Jon Cullen
David Jonathan "Jon" Cullen (sinh ngày 10 tháng 1 năm 1973) là một cầu thủ bóng đá người Anh đã giải nghệ thi đấu ở vị trí tiền vệ cho nhiều đội bóng ở Football League.